# Криксин, Алексей Степанович
Алексей Степанович Криксин (12 марта 1922, Колесня, Плахинская волость, Михайловский уезд, Рязанская губерния, РСФСР—29 апреля 2001, Москва, РФ) — советский телефонист, кавалер Ордена Трудовой Славы трёх степеней.

## Биография
Родился 12 марта 1922 года в селе Колесня Плахинской волости Михайловского уезда Рязанской губернии Российской Социалистической Федеративной Советской Республики (ныне — Плахинского сельского поселения Захаровского района Рязанской области Российской Федерации) в крестьянской семье. По национальности — русский.
В 1936—1941 годах был бригадиром, заведующим избой-читальней и счетоводом колхоза «Путь Ленина» в Захаровском районе Рязанской области Российской Советской Федеративной Социалистической Республики Союза Советских Социалистических Республик.
С августа 1941 года по июль 1942-го — солдат 7-го мотострелкового полка 2-й мотострелковой дивизии особого назначения Внутренних войск Народного комиссариата внутренних дел СССР, с августа 1942 года — командир отделения того же полка. Выполнял задачи по охране правительственных зданий, линий связи воинской части и внутреннего правопорядка в городе Москва. Участвовал в битве за Москву.
В 1944 году вступил во Всесоюзную коммунистическую партию (большевиков). Участвовал в параде на Красной площади 7 ноября 1941 года и 24 июня 1945-го.
С 1945 года проходил службу в Центральном аппарате Народного комиссариата государственной безопасности (с марта 1946 по 1953 — Министерства государственной безопасности, с 1953 по 1954 — Министерства внутренних дел, с 1954 — Комитета государственной безопасности при Совете министров) СССР.
В 1960—1987 годах — телефонист Восьмого главного управления КГБ при СМ (с июля 1978 года — КГБ) СССР.
Скончался 29 апреля 2001 года в Москве. Похоронен на Южном Щербинском кладбище.

## Награды
- Медаль «За оборону Москвы» (1944 год)[2];
- Медаль «За боевые заслуги» (25 июня 1954 года)[2];
- Орден Трудовой Славы III степени (22 апреля 1975 года)[2];
- Орден Трудовой Славы II степени (24 марта 1981 года)[2];
- Орден Трудовой Славы I степени (8 июля 1986 года)[2].